# Мюнсбах
Мюнсбах (люксемб. Mënsbech/Minsbech, фр. Munsbach, нім. Münsbach) — невелике містечко в комуні Шуттранж на півдні Люксембургу. Станом на 2007 рік населення міста становило 612 осіб. Замок Мюнсбах у стилі бароко 1775 року є місцем де розміщується Інститут міжнародного університету Люксембургу, який пропонує освітні курси з бізнесу, європейського права та управління державним сектором.